# Olpidiomycota
Olpidiomycota é uma divisão monotípica de fungos cuja única classe é Olpidiomycetes. O agrupamento tem uma única família, Olpidiaceae, que agrupa um conjunto de espécies que são fitopatógenos, repartidas por 9 géneros.

## Taxonomia
Com base no trabalho de Philippe Silar e na publicação The Mycota: A Comprehensive Treatise on Fungi as Experimental Systems for Basic and Applied Research, com a sinonímia de "Part 1- Virae, Prokarya, Protists, Fungi", é possível estabelecer a seguintes taxonomia:
- Divisão Olpidiomycota Doweld 2013 [Olpidiomycotina Doweld 2013]
  - Classe Olpidiomycetes Doweld 2013
    - Ordem Olpidiales Cavalier-Smith 2012
      - Família Olpidiaceae Schröter 1889
        - Género Agratia Mol. Nov. 2014 [Morella Pérez Reyes 1964 non Loureiro 1790]
        - Género Chytridhaema Moniez 1887
        - Género Cibdelia Juel 1925
        - Género Leiolpidium Doweld 2014
        - Género Monochytrium Griggs 1910
        - Género Olpidiaster Saccas 1954 non Pascher 1917
        - Género Perolpidium Doweld 2014
        - Género Schizolpidium Doweld 2014
        - Género Olpidium Rabenhorst  1868 [Chytridium (Olpidium) Braun 1856; Asterocystis de Wildeman 1893 non Gobi 1879; Cyphidium Magnus 1875; Diplochytrium Tomaschek 1878; Olpidiella Lagerheim 1888; Endolpidium de Wildeman 1894; Diplochytridium Karling 1971; Olpidiaster Pascher 1917 non Saccas 1954]